# Fuerte Abercrombie
El fuerte Abercrombie fue un puesto militar estadounidense ubicado frente al margen poniente del Río Rojo del Norte, en Abercrombie, Dakota del Norte, construido en 1858.
Fue creado para proteger a los colonos asentados en el valle del río Rojo de los ataques provenientes de los Siux, cumpliendo un importante papel en la apertura del Territorio Dakota para su colonización. Fue dos veces asediado sin éxito por los Siux en 1862.
Con la firma de un tratado entre los extranjeros, los Chippewa y los Siux en 1870, el temor de los amerindios decayó y el fuerte fue abandonado en 1877. Parte de las antiguas instalaciones son ahora un Parque nacional.